# Men's Pro Challenger at Tunica National 2006
Il Men's Pro Challenger at Tunica National 2006 è stato un torneo di tennis facente parte della categoria ATP Challenger Series nell'ambito dell'ATP Challenger Series 2006. Il torneo si è giocato a Tunica negli Stati Uniti dall'8 al 14 maggio 2006 su campi in terra verde.

## Vincitori

### Singolare
Diego Hartfield ha battuto in finale  Mardy Fish con il punteggio di 6–4, 6–4

### Doppio
Jeff Morrison /  Bobby Reynolds hanno battuto in finale  Hugo Armando /  Ricardo Mello con il punteggio di 3–6, 7–6(5), [11-9]